# رشید صدیق
رشید صدیق (انگلیسی: Rashid Sidek؛ زادهٔ ۸ ژوئیهٔ ۱۹۶۸) بدمینتون‌باز اهل مالزی است.